# XX. Század Intézet

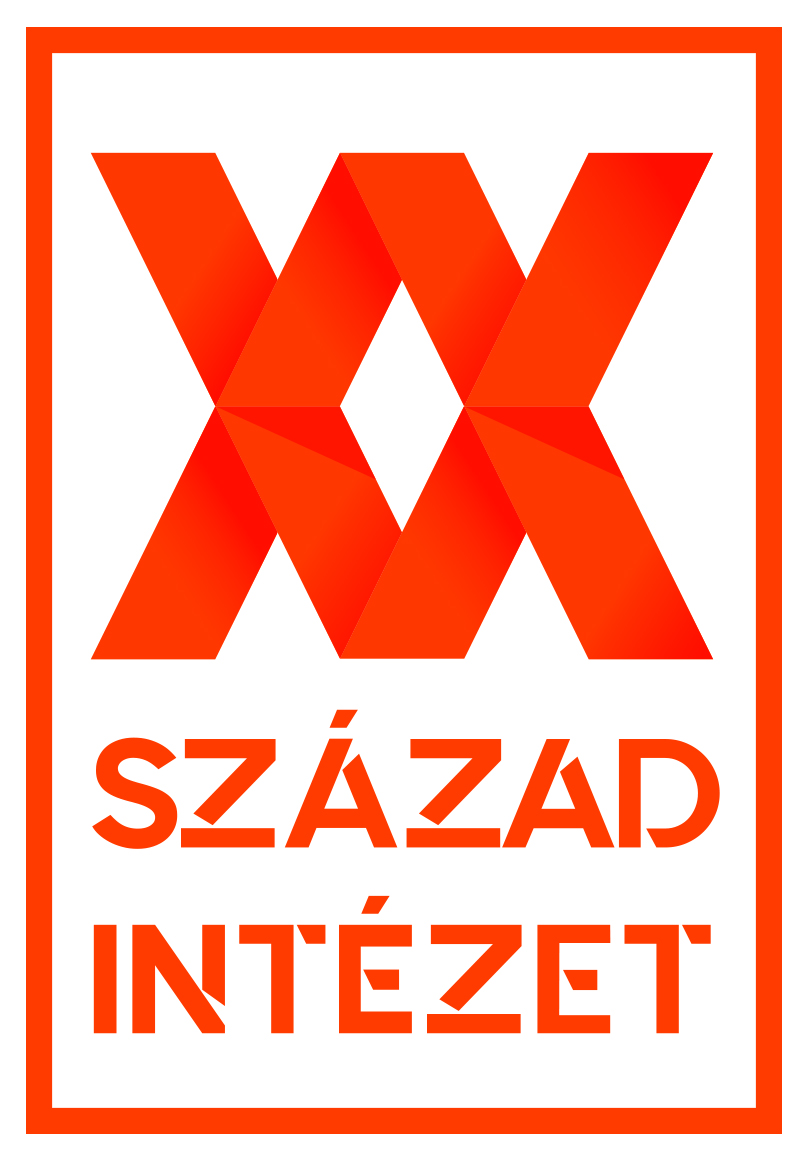
XX. Század Intézet

A 20. század végén, a Szovjetunió és a bipoláris világ megszűnésével lezárult az a korszak, amely az emberiség történetének egyik legsötétebb és egyben legmozgalmasabb időszakát jelentette. Ennek révén lehetőség nyílt arra, hogy a történettudomány a maga teljességében vizsgálhassa ezt az elmúlt korszakot. A történetírás új feladattal gazdagodott; új szempontok, új nézőpontok alapján kell átgondolnia mindazokat az eseményeket és összefüggéseket, amelyek az elmúlt évszázadot meghatározták. Szükség volt tehát egy olyan új tudományos intézet megalakítására, amely fiatal kutatók bevonásával tesz kísérletet arra, hogy újragondolja a 20. század történelmét.
A XX. Század Intézet 1999-ben kezdte meg működését a Közép- és Kelet-európai Történelem és Társadalom Kutatásáért Közalapítvány munkaszervezeteként. Az Intézet fő célja a 20. század történelmének tudományos vizsgálata. Elsődleges feladata a magyar és a közép-kelet-európai történelem, politika és társadalom tényeinek, összefüggéseinek kutatása, feldolgozása és bemutatása.
Az Intézet ösztönözni kívánja a rendszerváltoztatással kapcsolatos kutatómunkát, elősegíteni a korszak politikai pereinek levéltári kutatását, bemutatását, a diktatúrák mélyreható elemzését, összehasonlítását. Munkáját, programját a történelmi tények, folyamatok mögött álló ideológiákat ütköztetve és ötvözve kívánja végezni és megvalósítani. Ösztöndíjakat és pályázatokat írt ki a korszak tudományos igényű, színvonalas feldolgozására.
Fontosnak tartja az adott korszak történelmével foglalkozó rendezvényeket: konferenciákat, tudományos ülésszakokat, szimpóziumokat szervez és támogat. A XX. Század Intézet egyik fontos feladata a fiatal kutatók bekapcsolása a tudományos életbe: 1999 és 2002 között egyetemistákból és pályakezdő történészekből álló kutatócsoportjának tagjai kéthetente ismertették kutatási eredményeiket.
A XX. Század Intézet több tucat tudományos igényű társadalomtudományi és történeti kiadványt adott közre.
Az Intézet birtokában van több hagyaték, melyek feldolgozását és a kutatás számára hozzáférhetővé tételét biztosítja. Emellett egy, a korszakkal foglalkozó gyűjteményt tartalmazó könyvtár is az érdeklődők rendelkezésére áll.

## Könyvek
- Paul Johnson: A modern kor – A huszadik század igazi arca (2000)
- Bayer Zsolt: „... Hogy legyen jel” (2000)
- Stephen Koch: Kettős szerepben – Az értelmiség elcsábítása (2000)
- Tudományos konferencia a kommunizmus fekete könyvéről a XX. Század Intézet szervezésében (2000)
- Robert Conquest: Kegyetlen évszázad (2001)
- Guglielmo Ferrero: A hatalom (2001)
- Nemzeti egység európai egység – Köszöntőbeszédek Helmut Kohl kancellár kitüntetése alkalmából (2001)
- Pelle János: Jászi Oszkár (2001)
- Anderle Ádám: A Marosy-iratok – Magyar Királyi Követség Madridban (2002)
- Tony Judit: Európa – A nagy ábránd? (2002)
- Mart Laar: Vissza a jövőbe (2002)
- Richard Pipes: Az ismeretlen Lenin (2002)
- Szerencsés Károly: Az ítélet: halál. Magyar miniszterelnökök a bíróság előtt (2002)
- Szidiropulosz Archimédesz: Trianon utóélete. Válogatás a magyar nyelvű irodalom bibliográfiájából 1920–2000 (2002)
- Teller Ede: Huszadik századi utazás tudományban és politikában (2002)
- Tőkéczki László: Történelmi arcképek (2002)
- Konrad Löw: A kommunista ideológia vörös könyve. Marx és Engels – A terror atyjai (2003)
- Oroszország Márai Sándor szemével – Fotóalbum (2003)
- Körmendy Zsuzsanna: Hódolat George Orwellnek (2003)
- Fonyódi Péter: Beatkorszak a pártállamban (2003)
- Ernst Nolte: A fasizmus korszaka (2003)
- Korrajz 2002. A XX. Század Intézet évkönyve (2004)
- Bakay Lajos: A szélnek eresztett nemzedék (2004)
- Korrajz 2003: A XX. Század Intézet évkönyve (2004)
- Szidiropulosz Archimédesz: Trianon utóélete II. (2004)
- Földváry Györgyi-Gyurkovics Tibor: A kapu mögött (2005)
- Schmidt Mária: A titkosszolgálatok kulisszái mögött (2005)
- Tőkéczki László: Vázsonyi Vilmos eszmei-politikai arca (2005)
- Korrajz 2006. A XX. Század Intézet évkönyve (2006)
- Béládi László: Mit kezdjünk vele? Továbbélő történelmünk: A „kádárizmus” (2007)
- Korrajz 2007. A XX. Század Intézet évkönyve (2007)
- Körmendy Zsuzsanna: Arthur Koestler: Harcban a diktatúrákkal (2007)
- A dimenziók éve 1968 – Nemzetközi konferencia (2008)
- Kommunista világ született (2008)
- Vlagyimir Bukovszkij: A moszkvai per (2009)
- Dr. Kós Rudolf: Sebész késsel és tollal (2009)
- Schmidt Mária: Politikailag inkorrekt - Esszék a diktatúráról és demokráciáról (2010)
- Egymásnak ítélve – Fekete március Marosvásárhelyen (2011)
- Magyar Tragédia 1944–1947 album (2011)
- Egy vidéki srác a gonosz birodalma ellen – Ronald Reagan (1911–2004) (2011)
- Korrajz 2010. A XX. Század Intézet évkönyve (2011)
- Korrajz - Hogy jobban értsük a huszadik századot (Konferenciák 2012-2013) (2014)